# Listă de compozitori de operă
- B - Georges Bizet (25 octombrie 1838 -– d. 3 iunie 1875) a fost un compozitor francez și pianist al epocii romantismului. Este cel mai bine cunoscut pentru opera sa Carmen.
- Nicolae Brânzeu 1907- 1983
- M - Wolfgang Amadeus Mozart (27 ianuarie 1756 -- d. 5 decembrie 1791) a fost un compozitor austriac prodigios, profund și prolific, care a compus piese muzicale în toată gama muzicii clasice. O listă completă a operelor sale se găsește aici.
- V - Giuseppe Verdi- a fost unul dintre cei mai mari compozitori de opera renumit pentru : La Traviata, Aida, Rigoletto, Trubadurul etc.